# Para vestir santos - A proposito di single
Para vestir santos - ...A proposito di single (Para vestir santos) è una serie televisiva argentina, prodotta tra il 2009 e il 2010. Ha come protagoniste le tre attrici Griselda Siciliani, Celeste Cid e Gabriela Toscano. In Argentina è andata in onda dal 21 aprile 2010 al 29 dicembre 2010 su El Trece. In Italia va in onda dal 21 febbraio 2012 su La7d.

## Trama
Gloria, vedova, severa e amara, muore improvvisamente. Le sue tre figlie Susana, Virginia e Malena, si trovano in una situazione difficile, perché metà della casa viene ereditata dalla loro sorellastra María Eugenia, che la vuole vendere. Le mille peripezie che seguono all'evento porteranno le tre sorelle a unirsi e conoscersi sempre più e a comprendere di più la madre. Ci saranno cambiamenti importanti anche nella loro vita sentimentale e a poco a poco riusciranno a scoprire l'amore.

## Personaggi

### Principali
- Susana San Juan, detta Susi, interpretata da Gabriela Toscano e doppiata da Cinzia De Carolis[2].
 È la maggiore delle tre sorelle San Juan. Istintiva, ingenua e impulsiva, mente in maniera compulsiva e agisce senza pensare alle conseguenze delle sue azioni. A causa di tale atteggiamento si caccia spesso nei guai e finisce perfino in carcere con l'accusa di furto di identità, reato commesso inconsapevolmente per aiutare Marcos - un truffatore del quale si era infatuata -, grazie alla sua abilità nell'imitare le firme altrui. Ha problemi di dipendenza dal gioco d'azzardo, problemi che riesce a superare grazie a Sergio, un avvocato che conosce e del quale si innamora grazie al suo lavoro come casellante autostradale e con il quale, dopo varie vicissitudini, alla fine della serie convolerà a nozze.
- Virginia San Juan, detta Virgi, interpretata da Griselda Siciliani e doppiata da Sabrina Duranti[2].
 È la secondogenita. Lei non crede alla famiglia fino a quando non rimane incinta di Nestor dal quale ha un bambino che chiama Horacito. Proprio mentre è sul punto di sposare Julio, confessa a Néstor che il bambino è suo e lascia il futuro sposo sull'altare. Alla fine però, grazie a María Eugenia, i due riusciranno a riconciliarsi e Julio finirà con il riconoscere Horacito come suo figlio biologico.
- Malena San Juan, detta Male, interpretata da Celeste Cid e doppiata da Eva Padoan[2].
 È la sorella minore. Sogna di diventare una attrice. Durante la serie finirà con l'accettare la sua omosessualità e l'amore che prova per Emilia, dopo avere avuto diverse relazioni con altre persone.

### Co-protagonisti
- Gloria, interpretata da Betiana Blum e doppiata da Angiola Baggi[2].
 È la madre delle tre sorelle. Severa, acida e rigorosa, muore nel primo episodio. Grazie a una visione di Néstor, si scopre che è stata uccisa dalla madre di María Eugenia, sua rivale in amore. Nel corso della serie fa diverse comparse, sia in numerosi flashback, sia presentandosi a Horacio e Male sotto forma di fantasma. Nonostante la sua morte, continuerà a esercitare la sua influenza sulle tre sorelle fino alla fine della serie.
- María Eugenia, interpretata da Gloria Carrá e doppiata da Roberta Paladini[2].
 È la sorellastra di Susi e di Virgi, ma non di Male in quanto le due hanno un padre diverso. Vive in competizione con le tre sorelle San Juan, cercando di metter loro il bastone fra le ruote in ogni circostanza. Ha una relazione con Julio, a causa della quale si separa dal marito e dal figlio Nacho che non vuole più vederla. Quando si renderà conto di essere rimasta sola e di non avere accanto a sé nessun altro se non le sue sorellastre, finirà col pentirsi e col cambiare radicalmente il suo atteggiamento nei loro confronti.
- Sergio, interpretata da Fernán Mirás e doppiato da Roberto Certomà[2].
 È un avvocato e si innamora di Susi dopo averla conosciuta al casello autostradale presso il quale quest'ultima lavora. Dopo parecchie vicissitudini finirà con lo sposarla. Ha problemi con l'alcool che riuscirà a superare nel corso della serie.
- Julio, interpretato da Rafael Ferro e doppiato da Francesco Prando[2].
 È il fidanzato di Virgi. È un idraulico ma ha la passione dell'arte. Ha una relazione con María Eugenia, che lascia per Virgi. Finisce anche con l'accettare come proprio figlio biologico Horacito, il bambino che Virgi ha avuto con Néstor.
- Horacio, interpretato da Hugo Arana e doppiato da Dario Penne[2].
 È lo zio delle tre ragazze. Va a vivere con loro dopo la morte di Gloria. Segretamente omosessuale, consentirà a Male di conoscere il suo vero padre, Vicente, del quale si era innamorato prima della nascita della ragazza senza essere ricambiato. Dopo aver sofferto di problemi psichici che lo spingono a vestirsi da donna, e a causa dei quali ha visioni della sorella defunta, con la quale litiga furiosamente, finisce con l'ammalarsi di leucemia, malattia a causa della quale morirà.
- Emilia, interpretata da Pilar Gamboa e doppiata da Benedetta Degli Innocenti
 È la fidanzata di Male, della quale fa la conoscenza lavorando nel laboratorio di pasticceria messo su dalle tre sorelle San Juan.

### Ricorrenti
- Néstor, interpretato da Héctor Díaz e doppiato da Enrico Pallini[2]. È lo spasimante di Virgi, dalla quale non è ricambiato e con la quale ha un bambino, Horacito. È dotato di capacità medianiche, grazie alle quali riesce a scoprire, durante una visione, che Gloria, la madre delle tre sorelle, è stata uccisa.
- Damian, interpretato da Daniel Hendler e doppiato da Gianfranco Miranda[2].
- Laura, interpretata da Martina Gusmán e doppiata da Perla Liberatori[2].
- Sebastian, interpretato da Esteban Meloni e doppiato da Marco Vivio[2].

## Premi e riconoscimenti
La serie e gli attori partecipanti hanno ricevuto qualche premio o nomination ai Premios Martín Fierro 2010 di seguito vengono elencati:
| Anno | Categoria                                                         | Ricevitore                    | Risultato       |
| ---- | ----------------------------------------------------------------- | ----------------------------- | --------------- |
| 2010 | Martin Fierro oro                                                 | alla serie                    | Vincitore/trice |
| 2010 | Miglior serie televisiva o miniserie                              | alla serie                    | Vincitore/trice |
| 2010 | Migliore attrice protagonista di una serie televisiva o miniserie | Gabriela Toscano              | Vincitore/trice |
| 2010 | Migliore attrice protagonista di una serie televisiva o miniserie | Celeste Cid                   | Candidato/a     |
| 2010 | Migliore attrice protagonista di una serie televisiva o miniserie | Griselda Siciliani            | Candidato/a     |
| 2010 | Miglior attore di reparto                                         | Hugo Arana                    | Vincitore/trice |
| 2010 | Miglior attore di reparto                                         | Fernán Mirás                  | Candidato/a     |
| 2010 | Miglior attore di reparto                                         | Luis Machín                   | Candidato/a     |
| 2010 | Miglior attrice di reparto                                        | Betiana Blum                  | Vincitore/trice |
| 2010 | Miglior partecipazione speciale in fiction                        | Gabriel Goity                 | Candidato/a     |
| 2010 | Miglior partecipazione speciale in fiction                        | Ricardo Darín                 | Vincitore/trice |
| 2010 | Rivelazione                                                       | Martina Gusmán                | Vincitore/trice |
| 2010 | Rivelazione                                                       | Pilar Gamboa                  | Candidato/a     |
| 2010 | Miglior autore/librettista                                        | Javier Daulte                 | Vincitore/trice |
| 2010 | Miglior direttore                                                 | Daniel Barone                 | Vincitore/trice |
| 2010 | Miglior sigla                                                     | Mavi Díaz e Claudia Ruffinati | Candidato/a     |
| 2010 | Miglior produzione integrale                                      | alla serie                    | Candidato/a     |